# Maó

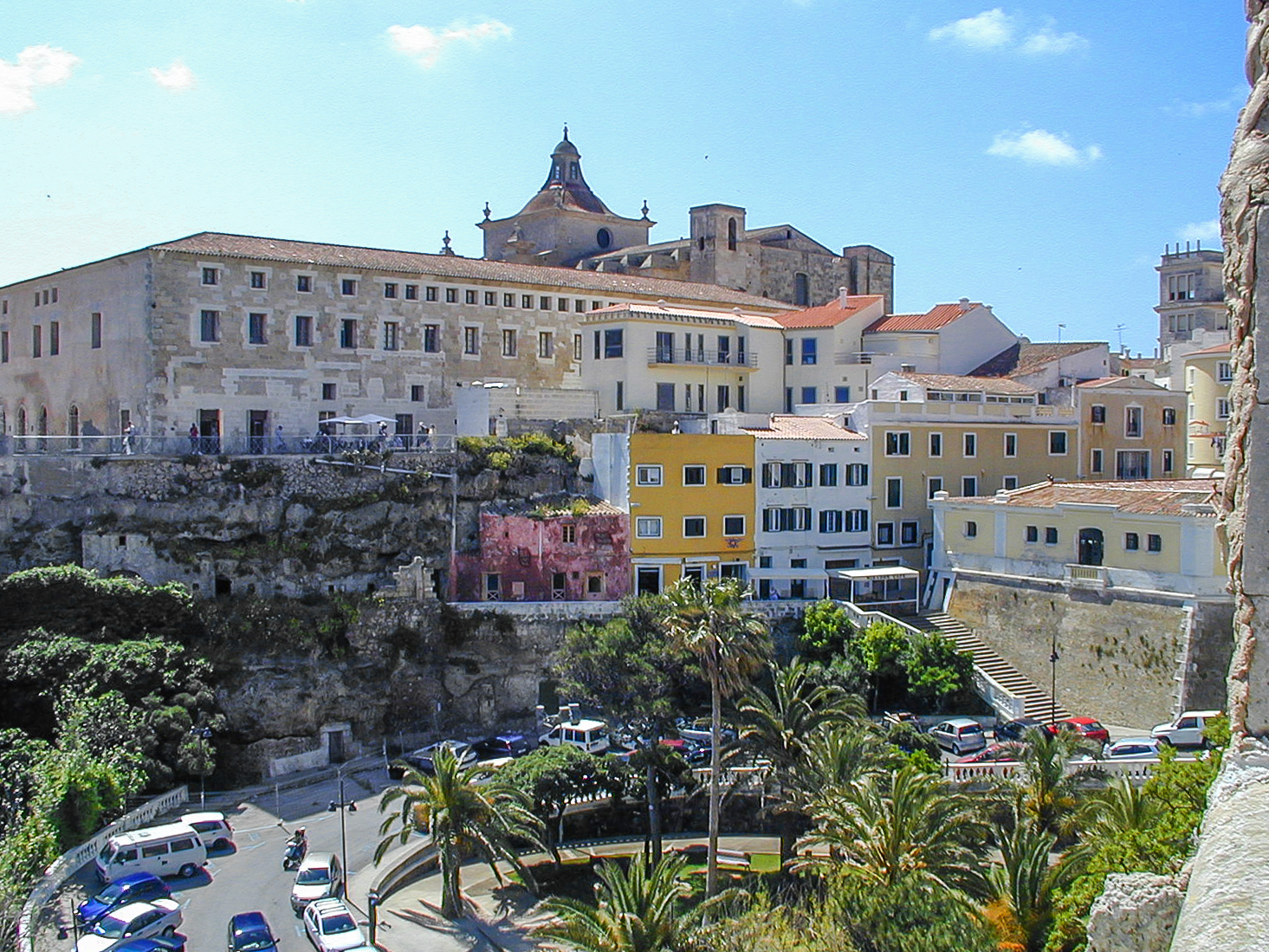
Het historische centrum van Maó

Maó (Catalaans en officieel) of Mahón (Spaans), van 2012 tot 2021 Maó-Mahón, historisch Port Mahon, is een stad en gemeente aan het oostelijke eind van het eiland Menorca. Administratief ligt de gemeente in de Spaanse regio Balearen.
De gemeente heeft een oppervlakte van 117 km² en telt 28.099 inwoners (1 januari 2016), rond een derde van de bevolking van het eiland. Naar verluidt is de mayonaise uitgevonden door de chef-kok van graaf Louis du Plessis, maarschalk van Richelieu, tijdens een beleg van Maó.
Tussen 1815 en 1831 was Port Mahon de uitvalsbasis van een Nederlands marine-eskader dat permanent in de Middellandse Zee was gestationeerd. Dit eskader had tot taak de zeeroverij die de Levant-handel bedreigde tegen te gaan. Deze zogeheten Barbarijse zeerovers hadden Algiers als belangrijkste uitvalsbasis. Nadat Frankrijk in 1830 Algerije innam was het met deze zeeroverij snel afgelopen en werd het eskader opgeheven. 

## Plaatsen in de gemeente
- Es Grau
- Sa Mesquida
- Es Murtà
- Cala Rata, Cala Barril en Cala Llonga
- Sant Climent
- Llumesanas

## Demografische ontwikkeling
Bron: INE; 1857-2011: volkstellingen
Opm.: In 1857 werden de gemeenten San Luis en Villacarlos geannexeerd. In 1877 werd Villacarlos weer een zelfstandige gemeente en in 1910 werd San Luis weer zelfstandig.

## Geboren in Maó
- José María Martín Domingo (1887–1961), componist, dirigent en trompettist
- Maria Teresa Pulido (1974), langeafstandsloopster
- Jon Bautista (1995), voetballer

Alaior · Ciutadella de Menorca · Es Castell · Es Mercadal · Es Migjorn Gran · Ferreries · Maó · Sant Lluís